# Nikias Arndt
Nikias Arndt (Buchholz in der Nordheide, Harburg, Baixa Saxònia, 18 de novembre de 1991) és un ciclista alemany, professional des del 2010. Actualment corre a l'equip Bahrain Victorious.
En el seu palmarès destaquen el Tour de Berlín del 2012, una etapa al Critèrium del Dauphiné de 2014 i, sobretot, la darrera etapa del Giro d'Itàlia de 2016.

## Palmarès en ruta
- 2009
  - Vencedor d'una etapa a la Cursa de la Pau júnior
  - Vencedor d'una etapa als Tres dies d'Axel
  - Vencedor d'una etapa a la Volta a la Baixa Saxònia júnior
- 2010
  - 1r al Tour d'Alanya i vencedor d'una etapa
  - Vencedor d'una etapa al Cinturó a Mallorca
  - Vencedor d'una etapa a la Volta a Turíngia
- 2011
  - Vencedor d'una etapa a la Volta a Turíngia
  - Vencedor d'una etapa al Tour de l'Avenir
- 2012
  - 1r al Tour de Berlín i vencedor de 2 etapes
  - Vencedor d'una etapa a l'Istrian Spring Trophy
  - Vencedor d'una etapa a la Volta a Turíngia
- 2013
  - Vencedor d'una etapa a l'Arctic Race of Norway
- 2014
  - Vencedor d'una etapa al Critèrium del Dauphiné
- 2015
  - Vencedor d'una etapa al Tour d'Alberta
- 2016
  - Vencedor d'una etapa al Giro d'Itàlia
- 2017
  - 1r a la Cadel Evans Great Ocean Road Race
- 2019
  - Vencedor d'una etapa a la Volta a Espanya
- 2021
  - Vencedor d'una etapa a la Volta a Polònia

### Resultats a la Volta a Espanya
- 2013. 136è de la classificació general
- 2014. 102è de la classificació general
- 2016. 159è de la classificació general
- 2019. 69è de la classificació general. Vencedor d'una etapa
- 2022. No surt (8a etapa)

### Resultats al Giro d'Itàlia
- 2015. 148è de la classificació general
- 2016. 87è de la classificació general. Vencedor d'una etapa
- 2021. 62è de la classificació general

### Resultats al Tour de França
- 2017. 84è de la classificació general
- 2018. 67è de la classificació general
- 2019. 116è de la classificació general
- 2020. 126è de la classificació general
- 2023. 121è de la classificació general

## Palmarès en pista
- 2011
  -  Campió d'Alemanya en Persecució
  -  Campió d'Alemanya en Persecució per equips (amb Franz Schiewer, Henning Bommel i Stefan Schäfer)